# Autoroutes du Cambodge

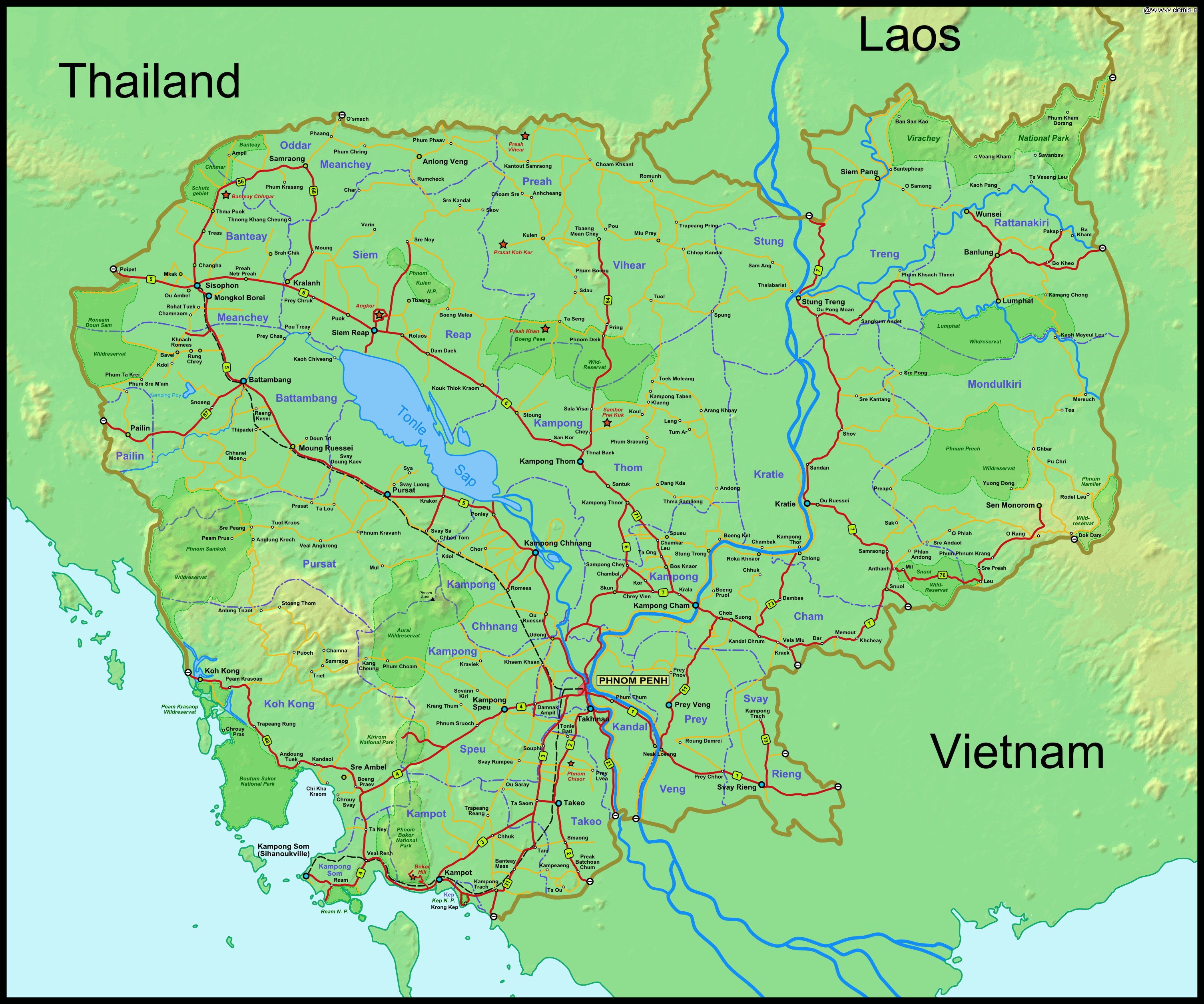
Carte du Cambodge (2007).

Le réseau d'autoroutes du Cambodge se compose actuellement d'une autoroute. Une autre est planifiée. Le gouvernement a noté trois objectifs pour développer un réseau d'autoroutes :
- Intégration régionale avec les pays voisins
- Relier Phnom Penh, la ville la plus riche du Cambodge, à d'autres villes pour permettre à d'autres provinces de bénéficier du développement
- Améliorer le transport au Cambodge, réduire les embouteillages et permettre des routes plus adaptées aux poids lourds

## Autoroute Phnom Penh-Sihanoukville
La première autoroute, l'autoroute Phnom Penh-Sihanoukville, appelée aussi "autoroute du port doré", est financée par la China Road and Bridge Corporation pour un coût de 2 milliards de dollars américains dans le cadre d'un contrat de construction-exploitation-transfert.
L'autoroute est longue de 187 km, a deux voies dans chaque direction et a une limite de vitesse de 120 km/h pour les véhicules légers, 100 km/h pour les camions à deux essieux, les bus et les motos et 80 km/h pour les conteneurs avec une vitesse minimale de 60 km/h pour tous les véhicules. Elle divise par trois le temps de trajet entre les deux villes terminales, passant de 6 heures à 2 heures ou moins.
L'autoroute a été ouverte au public le 1er octobre 2022. Jusqu'au 31 octobre 2022, elle était gratuite. Elle comprend 8 stations de péage et 3 stations-service.

## Autoroute Phnom Penh-Bavet
Le 9 novembre 2022, le Premier ministre cambodgien Samdech Hun Sen et le Premier ministre chinois Li Keqiang ont signé un protocole d'accord pour la construction des 138 km de l'Autoroute Phnom Penh-Bavet. L'opérateur sera de nouveau la China Road and Bridge Corporation, et sa construction devrait commencer  en juin 2023. L'autoroute aura une longueur de 138 kilomètres, avec une largeur de 25,5 mètres, composée de 2 voies dans chaque sens.